# Pikkargyijszka Tercija
A Pikkargyijszka Tercija (ukránul Піккардійська терція) hattagú ukrán a cappella énekegyüttes. Nagyrészt ukrán népdalokat, régi és mai ukrán dalokat adnak elő saját feldolgozásban, kisebbrészt világszerte ismert dalokat más nyelveken is, a barokktól napjainkig. Stílusuk folk, rock, pop, blues és komolyzene alapú, némileg emlékeztet a King’s Singers vagy a Take 6 együttes stílusára, ugyanakkor gyakorlatilag minden fellépésükön próbálkoznak valami új előadásmóddal.

## A név eredete
Az együttes a névválasztáskor a derűs hangulatot keltő pikárdiai tercből (ukránul Пікардійська терція) indult ki, hogy mindig derűs hangulatban lehessenek. (A zenei szakkifejezés egyben arra is utal, hogy az énekesek zeneileg képzettek.) A derűs hangulatot ezután a k megkettőzésével fokozták, ami megkülönbözteti az együttes nevét az akkordétól.

## Történet
Az együttes 1992-ben alakult a lvivi Ludkievics Zeneművészeti Szakközépiskolában, az iskola növendékeiből. Első fellépésük 1992. szeptember 24-én volt a lvivi Ivan Frank Egyetemen. Akkor még 12 tagú vegyeskar voltak. Mivel a nők folyton elkéstek, férfikvartetté alakultak, melynek már tagja volt Volodimir Jakimec, Jaroszlav Nudik, Andrij Kapral és Bohdan Bohacs. Ezután két új taggal bővült az együttes: Andrij Bazilikuttal és Roman Turjaninnal. 1996-ban Andrij Bazilikut helyére Andrij Savala lépett. Azóta az együttes összetétele változatlan.
Díjakat kaptak ukrajnai fesztiválokon (Cservona Ruta, Dolja, Melogyija). Háromszor részt vettek a müncheni Vokal Total fesztiválon. 2006-ban ők adtak ízelítőt az ukrán kultúrából Brüsszelben az Európai Bizottságnak. 2007-ben szerepeltek a sopoti fesztiválon. 2008-ban megkapták Ukrajna legrangosabb kulturális díját, a Sevcsenko-díjat.
Ukrajnában és Lengyelországban nagyon népszerűek (hiszen jelentősen hozzájárulnak az ukrán nemzeti öntudat erősödéséhez), ezenkívül koncerteztek például Oroszországban, Németországban, Svájcban, Olaszországban, Spanyolországban, Franciaországban, Belgiumban, sőt az USA-ban, Kanadában és Szingapúrban is.[4] A 2012-es labdarúgó-Európa-bajnokság egyik rendező városát, Lvivet bemutató film alatt a Pikkargyijszka Tercija énekel.
Több válogatott labdarúgó-mérkőzésen a Pikkargyijszka Tercija énekelte az ukrán himnuszt.

## Tagok
- Bohdan Mihajlovics Bohacs (basszus)
- Volodimir Jaroszlavovics Jakimec (tenor; művészeti vezető. Általában ő dolgozza fel a dalokat az együttes számára)
- Andrij Mironovics Kapral (tenor, kontratenor)
- Jaroszlav Volodimirovics Nudik (tenor)
- Andrij Mihajlovics Savala (bariton)
- Roman Fedorovics Turjanin (kontratenor, tenor)

Az együttes menedzsere Roman Bohdanovics Klimovszkij

## Diszkográfia

### Kazetták
1. 1994 - Піккардійська Терція (Pikkargyijszka Tercija)
2. 1995 - AD LIBITUM (koncertfelvétel a lvivi orgonaházban)
3. 1996 - Тиха ніч (Tiha nyics, Csendes éj) (koncertfelvétel a lvivi Operaházban)
4. 1999 - Я придумаю світ (Ja pridumaju szvit, Kitalálom a világot)

### CD
1. 1997 - Сад ангельских пісень (Szad anhelszkih piszeny, Angyali énekek kertje)
2. 1999 - Я придумаю світ (Ja pridumaju szvit, Kitalálom a világot)
3. 2002 - Tercja Pikardijska
4. 2002 - Ельдорадо (Eldorado)
5. 2003 - Українська колекція (Ukrán dalok)
6. 2003 - Антологія. Том 1 (Antológia. I. kötet)
7. 2004 - З Неба до Землі (Z Neba do Zemli, A mennyből a földre)
8. 2006 - Антологія. Том 2. Фолк (Antológia. II. kötet: Népzene)
9. 2009 - Етюди (Etyudi, Etüdök)

### DVD
1. 2010 - Етюди. Live (Etyudi, Etüdök. Koncertfelvétel)

## Külső hivatkozások
- Dalok a YouTube-on

Angolul:
- A www.umka.com.ua oldalon lemezek vásárolhatók

Zömében ukránul:
- Az együttes honlapja
- Nemhivatalos honlap